# Meneses de Campos
Meneses de Campos település Spanyolországban, Palencia tartományban. Meneses de Campos Montealegre de Campos, Medina de Rioseco, Belmonte de Campos, Castil de Vela, Capillas, Boada de Campos és Villerías de Campos községekkel határos. Lakosainak száma 101 fő (2024).

## Népesség
A település népessége az elmúlt években az alábbi módon változott:
| Lakosok száma | 158  | 142  | 152  | 136  | 124  | 122  | 117  | 124  | 104  | 101  |
|               | 2001 | 2004 | 2007 | 2009 | 2012 | 2014 | 2017 | 2019 | 2022 | 2024 |